# Роббі Ерл
Роббі Ерл (англ. Robbie Earl; 2 червня 1985, Чикаго, Іллінойс) — американський професійний хокеїст, нападник. В даний час виступає у клубі Цуг (НЛА).

## Кар'єра

### Юніорський вік
Роббі виступав в юніорському віці за збірну США свого віку. У 2002/03 роках зіграв 53 матчі та набрав 33 очка (20 + 13), в складі збірної посів четверте місце в 2003 році на чемпіонаті світу серед юніорських команд у Ярославлі, Росія.

### Університетський період
У першому сезоні за команду Університету Вісконсин провів 42 гри та набрав 27 очок (14 + 13). Як новачок зарекомендував себе одним з лідерів команди, закинув три переможні шайби та зробив перший хет-трик в кар'єрі проти тодішнього лідера ліги Університету Північна Дакота. У драфті НХЛ 2004 він був обраний у шостому раунді під 187-м номером клубом Торонто Мейпл-Ліфс.
У наступному році Роббі поліпшив свої результати у Західній університетській хокейній асоціації. Провівши на один матч менше — 41, набрав 44 очка (20 + 24). Зробив другий хет-трик в матчі проти Університету Аляски 19 листопада 2004 року. Ерл займає третє місце за статистичним показником плюс/мінус, з рейтингом +17.
В останньому своєму сезоні у Західній університетській хокейній асоціації, Роббі закидає шайбу в фінальному матчі проти Бостонського коледжу та стає чемпіоном Національної асоціації студентського спорту. Взагалі це один з найкращих його сезонів у лізі, зіграв 42 матчі та набрав 50 очок (24 + 26), в результаті, нападник визнаний найкращим гравцем, після цього він оголосив, що приєднується до «Мейпл-Ліфс».

### Професійні клуби
Після отримання національного титулу в студентському спорті, Ерл провів чотири матчі в складі фарм-клубу «Мейпл-Ліфс», «Торонто Мерліс» в Американській хокейній лізі. Наступні два сезони Роббі проводить також в фарм-клубі, загалом проведе 133 гри в яких набере 77 очок (26 + 51) та набрав 106 хвилин штрафного часу.
Під час сезону 2007/08, він дебютує в НХЛ за «Торонто Мейпл-Ліфс» 2 лютого 2008 року в матчі проти Оттава Сенаторс, зробив одну передачу.
У наступному сезоні, 21 січня 2009 року його обміняли на Раяна Гамільтона в «Міннесоту Вайлд», після чого опинився у фарм-клубі «Г'юстон Аерос». У сезоні 2009/10, був відкликаний до «Міннесоти», де закинув свою першу шайбу в НХЛ, це сталось 15 листопада 2009 року у матчі проти Кароліна Гаррікейнс, ворота якої захищав Майкл Лейтон.
Після двох сезонів в «Міннесоті», Ерл залишає її як вільний агент, щоб розпочати свою європейську кар'єру у ризькому «Динамо» (КХЛ). 12 серпня 2011 року, укладає однорічну угоду із клубом «Ред Булл» з австрійського міста Зальцбург. В кінці 2011 року брав участь в Кубку Шпенглера у складі ХК «Давос» та увійшов до команди усіх зірок турніру.
14 березня 2012 року, Ерл підписав однорічний контракт з Рапперсвіль-Йона Лейкерс НЛА. Зберігши прописку у вищому дивізіоні чемпіонату Швейцарії Роббі продовжив свій контракт ще на два роки.
З сезону 2013/14 років виступає за Цуг.